# ニコストラトス (喜劇詩人)
ニコストラトス（希：Νικόστρατος、ラテン文字転記：Nicostratos）は古代ギリシアの喜劇詩人であり、喜劇詩人アリストファネスの息子である。
ハルポクラティオンは『オルニテウテス』と呼ばれるニコストラトスの劇を喜劇の種類に属するものであるとして、そして彼が他の作った他の脚本についても同様であることを証明する特徴のいくつかを述べている。また、ニコストラトスは『王たち』において自慢する兵士を、『追い出された男』において、強欲な金貸しと高慢な料理人を描いた。フォティオスはニコストラトスはテッティギダイアという女性に対して情念を燃え上がらせてレウカス岩に身を投げて死んだという話を伝えている。
それ自体は散逸してしまったが、ニコストラトスの19の劇の題が残っている。その三つ、『アンテュロス』、『オイノピオン』、そして『パンドロソス』は同じくアリストファネスの息子のフィレタイロスのものであるとアテナイオスは述べている。残っているニコストラトスの劇は『ヒエロファンテス』、『クリネ』、『ハブラ』、『ヘシオドス』、『ディアボロス』、『アンテロサ』、『ヘカテ』、『マゲイロス』、『オテス』、『プルトス』、『シュロス』、『アペラウノメノス』、『プセウドスティグマティアス』である。

## 註
1. ↑  アテナイオス, VI. 230d
2. ↑  アテナイオス, XIV. 664d
3. ↑  フォティオス, cod. 190
4. ↑  アテナイオス, III. 108c, 118e
5. ↑  アテナイオス, XIII. 587d, XV. 693ab
6. ↑  『スーダ辞典』